# خالد قهوجي
خالد قهوجي (7 يوليو 1975 -)، لاعب كرة قدم سعودي. ولد في مدينة جدة غرب المملكة العربية السعودية، برز كثيراً في نهاية التسعينات الميلادية كواحد من أميز نجوم الكرة السعودية. سبق له اللعب في صفوف نادي الأهلي والاتحاد والربيع حتى اعتزل الكرة في عام 2013.

## سيرته
التحق وهو فتى صغير بناشئي الأهلي، بعد أن اتجهت إليه أنظارهم في إحدى الدورات الرمضانية التي حاز خلالها على جائزة أفضل لاعب.
ورغم اتحادية والده كتب اسمه في كشوفات ممثلي (قلعة الكؤوس) بمساهمة قوية من لاعب الاهلي السابق محمد عبدالجواد، وتدرج في الفئات السنية، إلى أن وصل للفريق الأول، وفي عام (1415 هـ / 1994 م) تحققت أمنيته بتمثيل الفريق الأول بالنادي الأهلي، فبدأت الأنظار تتجه صوبه، لما يمتلكه من موهبة، وقال عنه الكثيرون بأنه سيصبح من نجوم الكرة السعودية.
وبعد عام واحد فقط، ذاع صيت موهبته وبرز كموهبة نادرة الوجود، تلك الموهبة التي فرح بها محبو النادي الأهلي أيما فرح، واستطاع مساعدة ناديه في بلوغ المربع الذهبي، وواجه نادي النصر ذهاباً وإياباً في الرياض وفاز الأهلي باللقاء الاول ٣-١ وخسر الثاني ١-٢ وتأهل بمجموع المباريتين ٤-٣ وبات اسم القهوجي عنواناً واضحاً واسم شهير بعد هدفه الحاسم امام النصر .
فقد أحرز في المباراتين 3 أهداف، هدفان أحرزهما في مباراة الذهاب بالرياض وهدف ثمين في الإياب خطف به الأضواء، ليتأهل الأهلي إلى نهائي بطولة خادم الحرمين الشريفين ويلتقي نادي الهلال ويخسر (1/2) وسجل هدف الأهلي يومها.
ولكنه من اللاعبين الذين لازمهم الحظ العاثر مع المنتخب السعودي الأول، بسبب الإصابات، أو بداعي قناعات المدربين، حيث لم ينضم إلى المنتخب، إلا وتلحقه إصابة، أو يستبعد في اللحظات الأخيرة من التشكيلة النهائية للمنتخب
حيث لم يشارك مع المنتخب إلا في مباريات قليلة أو خلال دقائق معدودة، كان أبرزها في كأس القارات عام (1999) م، واستمر سوء الحظ العاثر يلازمه في عدم الانضمام للمنتخب الوطني السعودي حتى انتهى مشواره الكروي.
وفي بداية موسم (1424) هـ، بدأت مستوياته في الهبوط تدريجياً، بسبب الإصابات، وبدأت رياح الانتقال تهب عليه، وصاحب تلك الفترة انتهاء عقده في أول شهر جمادى الأولى من عام (1424) هـ..
ليتقدم بخطاب لإدارة الأهلي يطلب فيه مبلغ مليون ونصف المليون، مقابل التجديد كآخر عقد له مع الفريق، نظراً لحاجز العمر الذي وصل له، ولرغبته في تأمين مستقبله إلا أن طلبه قوبل بالرفض فتقدم الاتحاد لتنفيذ طلباته.
وفي بداية عام (1425) هـ انتقل القهوجي إلى صفوف الجار (الاتحاد) وسط ذهول الجمهور الأهلاوي وهو صاحب الشعبية الجارفة بين جمهور القلعة بصفقة قدرت بمليوني ريال، ليبدأ صفحة جديدة مع ناديه الجديد.
ولكنه لم يلعب له سوى مباريات قليلة، ليرحل بعد ثلاث سنوات نحو نادي الوحدة لخوض تجربة فنية لم يكتب لها النجاح، وقرر بعد ذلك الاعتزال والاتجاه لمجال التدريب وكان ذلك ماتم حيث تسلم زمام الامور الفنية مع نادي الربيع.
ولكن المفاجأة أن القهوجي لم يتمالك نفسه كمدرب وقرر العودة ليكون لاعباً ضمن الفريق وساهم مع النادي في الصعود لدوري الدرجة الأولى وهو لا زال لاعباً حتى 2013 ضمن فريق الربيع.

## انجازاته
حقق العديد من البطولات مع الأهلي، فقد أحرز معه كأس ولي العهد في عام (1418) هـ، كما حقق بطولة كأس الأمير فيصل بن فهد عام (1421)
وساهم في تحقيق فريقه البطولة الخليجية للأندية أبطال الدوري عام (1422)هـ، ثم حقق معه بطولة كأس ولي العهد عام (1422) هـ، كما حقق أيضا مع الفريق بطولة الصداقة الدولية عام (1422)هـ
وكذلك بطولة كأس الأمير فيصل بن فهد (1422)، ثم بطولة الصداقة الدولية (1423) هـ، لتكون البطولة العربية للأندية (1423) هـ، آخر بطولاته مع الأهلي.

## روابط خارجية
- خالد قهوجي على موقع الاتحاد الدولي (مؤرشف)  (الإنجليزية)
- خالد قهوجي على موقع قاعدة بيانات كرة القدم.إي يو (الإنجليزية)
- خالد قهوجي على موقع ناشيونال فوتبول تيمز (الإنجليزية)
- خالد قهوجي على موقع كووورة
- خالد قهوجي على موقع أوليمبيديا (الإنجليزية)